# Richard Axel

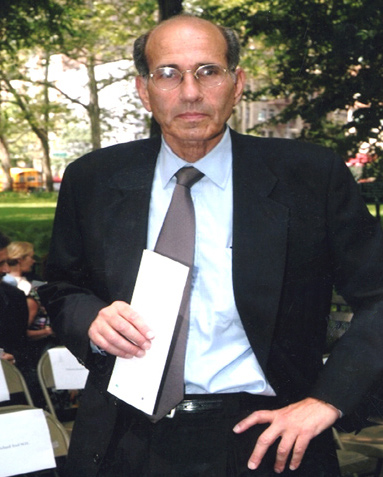
Richard Axel, ca. 2008

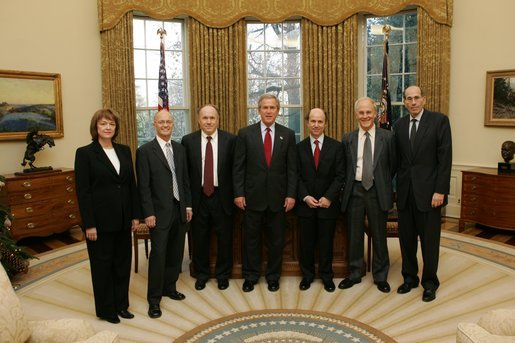
George W. Bush trifft sechs Nobelpreisträger von 2004. Richard Axel steht ganz rechts.

Richard Axel (* 2. Juli 1946 in New York) ist ein amerikanischer Mediziner. Für die Erforschung des Riechsystems bekam er 2004 den Nobelpreis für Physiologie oder Medizin gemeinsam mit Linda B. Buck.

## Leben
Richard Axel wurde 1946 in New York City geboren. Bis 1967 studierte er an der Columbia University in New York und ging danach auf die Johns Hopkins University School of Medicine in Baltimore, wo er 1970 promovierte. 1978 wurde er Professor für Pathologie, Molekulare Biophysik und Biochemie an der Columbia University und ist seit 1984 Arbeitsgruppenleiter des Howard Hughes Medical Institute an dieser Universität.
1991 begann seine Zusammenarbeit mit Linda Buck, die damals als Postdoktorandin in seinem Labor tätig war. Gemeinsam identifizierten sie etwa 1.000 Gene, die für die Geruchswahrnehmung zuständig sind.
Er ist mit der Neurowissenschaftlerin Cornelia Bargmann verheiratet.

## Werk
Die frühen Forschungen von Richard Axel waren auf die Möglichkeiten des Gentransfers von bestimmten Zellen in beinahe jede beliebige andere Zelle fokussiert. Dabei ging es primär um den Transfer von Genen zur Produktion von Wirkstoffen, die in Bakterien eingeschleust werden sollten. Außerdem beschäftigte er sich mit dem HI-Virus und untersuchte den Vorgang, bei dem die Viren in gesunde Zellen eindringen.
Die spätere sowie aktuelle Forschung von Richard Axel beschäftigt sich mit der Frage, wie Reize an das Gehirn übertragen werden. Dabei konzentriert er sich, gemeinsam mit Linda Buck, auf den Bereich der olfaktorischen Reize, also auf die Verarbeitung von Geruchsreizen. Er untersucht die Entstehung und Entwicklung der Geruchsrezeptoren sowie die Verarbeitung von Geruchsreizen im Gehirn und deren Umwandlung in Reaktionen, Gedanken und Verhaltensweisen.
Er konnte feststellen, dass die Geruchswahrnehmung innerhalb verschiedener Tiergruppen sehr ähnlich verläuft, indem er die Genetik der Taufliege Drosophila melanogaster mit der von Säugetieren verglich. Seine Arbeitsgruppe konnte eine Genfamilie von etwa eintausend Genen identifizieren, die mit der Geruchswahrnehmung assoziiert sind, indem sie für verschiedene Geruchsrezeptoren codieren. Alle diese Rezeptoren liegen dabei in der Riechschleimhaut und sind über Nerven direkt mit dem Bulbus olfactorius, also der Gehirnregion, die für die Wahrnehmung von Gerüchen zuständig ist, verbunden. Diese Region leitet die Eindrücke zum einen in die Großhirnrinde, wo sie für Denkprozesse zur Verfügung stehen, zum anderen auch an das Limbische System, welches vor allem unbewusst Gefühle und Stimmungen beeinflusst.
Durch unabhängige Studien konnten Axel und Buck nachweisen, dass jedes Neuron nur einen Rezeptortyp ansteuert und dass in der Riechschleimhaut die gleich aufgebauten Rezeptoren nach einem zufälligen Muster verteilt sind, im Bulbus olfactorius jedoch alle in der gleichen Region wahrgenommen werden. Auf diese Weise entsteht im Hirn eine zusammengesetzte Geruchsempfindung aus verschiedenen Bereichen der Schleimhäute.

## Ausgewählte Preise und Würdigungen
Richard Axel wurde für seine Arbeit mit mehreren Preisen und anderen Würdigungen geehrt, darunter:
- Johns Hopkins Medical Society Research Award (1969)
- The Eli Lilly Award in Biological Chemistry (1983)
- New York Academy of Sciences Award in Biological and Medical Sciences (1984)
- Richard Lounsbery Award, National Academy of Sciences (1989)
- Unilever Science Award (gemeinsam mit Linda B. Buck, 1996)
- New York City Mayor’s Award for Excellence in Science and Technology (1997)
- Bristol-Myers Squibb Award for Distinguished Achievement in Neuroscience Research (1998)
- Alexander Hamilton Award der Columbia University (1999)
- NY Academy of Medicine Medal for Distinguished Contributions in Biomedical Sciences (2000)
- Gairdner Foundation International Award for Achievement in Neuroscience (2003)
- Perl/UNC Neuroscience Prize (gemeinsam mit Linda Buck, 2002)
- Nobelpreis für Physiologie oder Medizin (gemeinsam mit Linda Buck, 2004)

Des Weiteren ist er seit 1983 Mitglied der National Academy of Sciences sowie der American Academy of Arts and Sciences, seit 2003 der American Philosophical Society und seit 2014 der Royal Society.